# Внутрішня норма прибутку
Внутрішня норма прибутку (англ. internal rate of return, IRR) — процентна ставка, яка описує рентабельність інвестиції. Термін «внутрішня» підкреслює факт, що ця процентна ставка є характеристикою інвестиції і не залежить від оточення, нп., від ринкових процентних ставок, вартості капіталу, інфляції. 
Формально, внутрішня норма прибутку визначається як процентна ставка, за якої чиста поточна вартість (сума здисконтованих вартостей всіх доходів та витрат, пов'язаних з інвестицією) дорівнює нулю:
{\displaystyle \sum _{t=0}^{n}{\frac {S_{t}}{(1+IRR)^{t}}}\,=\,0}
де
{\displaystyle S_{t}} – чистий грошовий потік у період (найчастіше рік) {\displaystyle t}, тобто сума всіх доходів мінус сума всіх витрат за цей період,
{\displaystyle n} – номер останнього досліджуваного періоду (горизонт інвестиції).
Метод оцінювання інвестицій, який базується на внутрішній нормі прибутку, полягає у порівнянні IRR з мінімально прийнятною рентабельністю (нп. граничною вартістю капіталу). Якщо IRR є меншою за мінімальну прийнятну рентабельність, то інвестиція повинна бути відкинута.
Обчислення внутрішньої норми прибутку зводиться до пошуку дійсного кореня многочлена. При {\displaystyle n>3} загального методу обчислення не існує і IRR обчислюється за допомогою наближених методів. Внутрішня норма прибутку завжди однозначно визначена для інвестицій, у яких всі витрати передують всім доходам. В загальному випадку внутрішня норма прибутку може не існувати або бути неоднозначною.

## Використання
IRR зазвичай використовують для оцінки доцільності інвестицій чи проєктів. Реалізація проєкту є тим бажанішою чим вищий його показник IRR. Наприклад, якщо всі проєкти вимагають однакових початкових витрат, то проєкт з найвищим показником IRR є найкращим і має здійснюватись в першу чергу.
Теоретично, фірма (або особа) повинна реалізувати всі проєкти чи інвестиції внутрішня норма прибутку яких перевищує вартість капіталу. Інвестиційна діяльність може однак бути обмеженою можливістю залучення коштів і/або здатністю фірми керувати численними проєктами.
Внутрішня норма прибутку є показником відносним (процентним), це показник ефективності, якості і прибутковості інвестицій незалежний від масштабу проєкту. Це відрізняє IRR від чистої поточної вартості, яка є показником цінності чи величини інвестицій і вимірюється грошовими одиницями початкового періоду проєкту.
Проєкт вважається прийнятним, якщо його внутрішня норма прибутку більше встановленого мінімального прийнятного рівня прибутковості. У випадку акціонерного товариства, ця мінімальна ставка є вартістю капіталу. Такі проєкти повинні підтримуватись акціонерами, оскільки, в цілому, проєкти IRR яких перевищує вартість капіталу збільшують вартість компанії, а отже і ціну акцій. Внутрішня норма прибутку є корисною також при оцінці програм викупу власних акцій — аналіз повинен показати, що викуп власних акцій є проєктом з вищим IRR ніж вкладення коштів, нп., у інші цінні папери.
Одним із застосувань IRR є порівняльний аналіз проєктів капіталовкладень. Наприклад, корпорація може порівнювати інвестицію в новий завод та розширення існуючого заводу, базуючись на IRR кожного проєкту. Очевидно, що кожен з цих проєктів повинен мати вище IRR ніж вартість  капіталу, і кращим буде варіант який має вище IRR (закладаючи рівність інших умов, нп., ступеня ризику).

## Приклади обчислення
У випадку дослідження проєктів які вимагають лише початкових витрат, а в наступні періоди досягаються доходи, рівняння часто записується у вигляді
{\displaystyle \sum _{t=1}^{n}{\frac {S_{t}}{(1+IRR)^{t}}}-I_{0}\,=\,0}
де
{\displaystyle S_{t}} – дохід за період {\displaystyle t},
{\displaystyle I_{0}} – величина початкових витрат.

### Одні витрати, один дохід
Якщо проєкт має лише початкові витрати {\displaystyle I_{0}} та дає один дохід {\displaystyle S_{n}} за {\displaystyle n} років, то рівняння набирає вигляду
{\displaystyle {\frac {S_{n}}{(1+IRR)^{n}}}-I_{0}\,=\,0}
Його розв'язок
{\displaystyle IRR\,=\,\left({\frac {S_{n}}{I_{0}}}\right)^{1/n}-1\,=\,{\sqrt[{n}]{\frac {S_{n}}{I_{0}}}}-1}
Приклад 1. Внутрішня норма прибутку інвестиційного проєкту, який вимагає витрат  2 тисячі гривень і дасть єдиний дохід 3,4 тисячі гривень за три роки 
{\displaystyle IRR\,=\,{\sqrt[{3}]{\frac {3,4}{2}}}-1\,=\,0,1935\,=\,19,35\%}

### Одні витрати, два рівновіддалені доходи
|  | 3    | 4    |  |
|  | ↑    | ↑    |  |
|  | ———— | ———— |  |
|  | ↓    |      |  |
|  | -5   |      |  |

Приклад 2. Інвестиційний проєкт вимагає витрат  5 тисяч гривень і дасть два доходи: 3 тисячі гривень за рік і 4 тисячі гривень за два роки.
Рівняння на IRR:
{\displaystyle {\frac {4}{(1+IRR)^{2}}}+{\frac {3}{(1+IRR)}}-5\,=\,0}
Означаючи річний дисконтуючий множник {\displaystyle 1/(1+IRR)=c} отримуємо квадратне рівняння
{\displaystyle 4c^{2}+3c-5\,=\,0},
Дисконтуючий множник не може бути від'ємним, додатнім коренем є {\displaystyle c={\frac {-3+{\sqrt {89}}}{8}}\approx 0,80425}.
Повертаючись до внутрішньої норми прибутку (розв'язуючи {\displaystyle 1/(1+IRR)=c} відносно {\displaystyle IRR}):
{\displaystyle IRR\,=\,{\frac {1}{c}}-1\,\approx \,{\frac {1}{0,80425}}-1\,\approx \,0,2434=24,34\%}.
Якщо проміжки часу між видатками та доходами різняться від року, то спочатку обчислюється внутрішня норма прибутку для цього проміжку, а потім перераховується на річну внутрішню норму прибутку за правилами складних відсотків.

## Наближене обчислення
При {\displaystyle n>3} загального методу аналітичного розв'язування рівняння на {\displaystyle IRR} не існує, необхідно користуватися методами наближеного обчислення. Наприклад, застосування методу хорд зводиться до ітераційних обчислень за формулою
{\displaystyle r_{n+1}\,=\,r_{n}-\mathrm {NPV} _{n}\cdot \left({\frac {r_{n}-r_{n-1}}{\mathrm {NPV} _{n}-\mathrm {NPV} _{n-1}}}\right).}
де
- {\displaystyle r_{n}} - {\displaystyle n}-те наближення ({\displaystyle r_{0},r_{1}} повинен вибрати дослідник);
- {\displaystyle NPV_{n}} - чиста поточна вартість при процентній ставці {\displaystyle r_{n}}.

Залежно від кількості коренів функції {\displaystyle NPV(r)}:
- якщо є єдиний дійсний корінь, то послідовність збігається до нього;
- якщо є кілька дійсних коренів (неоднозначне IRR), то послідовність збігається до одного з них, зміна початкових наближень може змінити цей корінь;
- якщо дійсних коренів немає (невизначене IRR), то послідовність збігається до {\displaystyle \infty }.

Електронні аркуші (нп. Microsoft Excel, LibreOffice Calc) мають функцію IRR для наближеного обчислення внутрішньої норми прибутку.